# Krajowa Rada Spółdzielczości Produkcyjnej
Krajowa Rada Spółdzielczości Produkcyjnej – centralna jednostka organizacyjna istniejąca w latach 1953–1972, ustanowiona w celu zabezpieczenia dalszego rozwoju rolniczych spółdzielni produkcyjnych oraz ich organizacyjnego, gospodarczego i politycznego umacniania, poprzez włączenia jej do gospodarki zespołowej w rolnictwie. Ponadto celem Rady było reprezentowanie ruchu rolniczej spółdzielczości produkcyjnej oraz kierowanie jego walką o umocnienie gospodarki spółdzielczej w rolnictwie.

## Zadania Rady
Zadaniem Krajowej Rady Spółdzielczości Produkcyjnej było:
- stać na straży ścisłego przestrzegania i poszanowania statutów spółdzielni produkcyjnych, przyjętych przez członków spółdzielni, a przede wszystkim: czuwać nad przestrzeganiem zasady dobrowolności przy organizowaniu i wyborze typu spółdzielni produkcyjnych oraz nad kształtowaniem przyjaznych stosunków między spółdzielnią a chłopami mało- i średniorolnymi, pozostającymi jeszcze poza spółdzielnią,
- pomagać spółdzielniom produkcyjnym w walce z wrogiem klasowym, a zwłaszcza z przenikaniem kułaków i spekulantów do spółdzielni,
- wskazywać środki prowadzące do wzrostu zespołowego gospodarstwa spółdzielni produkcyjnych oraz do zwiększania funduszów niepodzielnych i prawidłowego ich wykorzystania,
- czuwać nad zgodnym ze statutem podziałem dochodu w spółdzielniach produkcyjnych oraz zwalczać wszelkie próby dysponowania dochodami spółdzielni bez wiedzy i zgody ich członków,
- czuwać nad rozwojem i umacnianiem samorządu spółdzielczego, regularnym zwoływaniem ogólnych zebrań członkowskich, przestrzeganiem zasady wybieralności zarządów, przewodniczących spółdzielni i komisji rewizyjnych; dbać o to, aby zapewniony był rzeczywisty udział członków spółdzielni w kierowaniu gospodarstwem zespołowym;
- pomagać spółdzielniom produkcyjnym w zwalczaniu wszelkich przejawów naruszania własności spółdzielczej i marnotrawstwa mienia zespołowego;
- wskazywać spółdzielniom produkcyjnym, właściwe metody obliczania i wynagradzania pracy w oparciu o dniówki obrachunkowe i stosowanie prawidłowych norm pracy, zapobiegania przerostom personelu administracyjnego i usługowego, walki z osobami uchylającymi się od statutowych obowiązków i usiłującymi żyć kosztem członków spółdzielni pracujących uczciwie i sumiennie w gospodarce zespołowej;
- pomagać spółdzielniom w stosowaniu przodujących metod prowadzenia gospodarki zespołowej i prawidłowej organizacji pracy, popierać rozwój współzawodnictwa pracy między członkami, brygadami i spółdzielniami produkcyjnymi, upowszechniać bogate doświadczenia i osiągnięcia przodujących spółdzielców i spółdzielni produkcyjnych;
- pomagać zarządom spółdzielni produkcyjnych w opracowywaniu zasad ewidencji pracy i majątku spółdzielni;
- czuwać nad prawidłowym i terminowym wykonywaniem umów zawartych między spółdzielniami produkcyjnymi a państwowymi ośrodkami maszynowymi oraz innymi przedsiębiorstwami i organizacjami państwowymi oraz właściwym wymiarem zobowiązań państwowych dla spółdzielni produkcyjnych i terminowym ich wykonaniem;
- śledzić przebieg szkolenia kadr spółdzielczych oraz opracowywać wytyczne mające na celu ulepszanie metod i systemu szkolenia oraz doszkalania tych kadr.

## Wybór Rady
Radę wybierał Zjazd Spółdzielczości Produkcyjnej. Zjazd Spółdzielczości Produkcyjnej uchwalał statut Rady, który określał tryb jej działania oraz zakres i tryb działania Prezydium Rady.
Rada spośród swych członków wybierała Prezydium Rady w składzie: Przewodniczący Rady, dwóch zastępców przewodniczącego, sekretarza i siedmiu członków.

## Organy Rady
Organem Rady było Prezydium Rady.
Przy Prezydium Rady utworzono Biuro Rady.

## Członkowie Rady
Członkowie Krajowej Rady byli wybierani na Krajowym Zjeździe Spółdzielczości Produkcyjnej, który każdorazowo ustalał ilość jej członków.
Członkowie Krajowej Rady mieli prawo zgłaszać wnioski w sprawie działalności Krajowej Rady oraz jej nadzoru nad działalnością terenowych związków i rad spółdzielni produkcyjnych.

## Prezydium Rady
Przewodniczącym Prezydium był przewodniczący Krajowej Rady.
Do zakresu działania Prezydium Krajowej Rady należało:
- zwoływanie zwyczajnych i nadzwyczajnych sesji Krajowej Rady,
- opracowywanie projektów statutów, regulaminów, wytycznych i przedstawianie do zatwierdzenia Krajowej Radzie,
- przygotowywanie spraw na sesję Krajowej Rady,
- wykonywanie uchwał Krajowej Rady,
- załatwianie innych spraw w ramach upoważnień udzielonych przez Krajową Radę,
- kierowanie pracą biura.

## Zniesienie Rady
Na podstawie uchwały Rady Ministrów z 1972 r. w sprawie utraty mocy obowiązującej niektórych uchwał Rady Ministrów, Prezydium Rządu, Komitetu Ekonomicznego Rady Ministrów i Komitetu Ministrów do Spraw Kultury, ogłoszonych w Monitorze Polskim zlikwidowano Krajową Radę Spółdzielczości Produkcyjnej.